# Оттон (герцог Австрии)
Отто́н Весёлый (нем. Otto der Fröhliche; 23 июля 1301 — 26 февраля 1339) — герцог Австрийский и Штирийский с 1 мая 1330 (совместно с братьями), а также герцог Каринтии (как Оттон IV) (c 1335 года) из династии Габсбургов.

## Биография
Оттон родился 23 июля 1301 года в Вене. Он был младшим сыном германского короля и австрийского герцога Альбрехта I и Елизаветы Горицкой, дочери Мейнхарда II, герцога Каринтии и графа Тироля. После смерти отца в 1308 году на престол Австрии взошли старшие братья Оттона — Фридрих I и Леопольд I. Когда Оттон достиг совершеннолетия он также выдвинул претензии на долю в австрийском наследстве. Подняв мятеж против Фридриха I в 1328 году, Оттон добился передачи ему Хайнбурга в Нижней Австрии и права участвовать в распределении доходов с владений Габсбургов. Со смертью Фридриха I в 1330 году Оттон был признан герцогом Австрии и Штирии, разделив престол со своим братом Альбрехтом II.
В 1335 году скончался последний представитель Горицко-Тирольской династии мужского пола герцог Генрих VI. В соответствии с договором 1282 года Каринтия перешла во владение Габсбургов. Это подтвердил император Людвиг IV, пожаловав Оттону Каринтию и Южный Тироль в качестве имперских ленов 2 мая 1335 года. Хотя Тироль Оттону удержать не удалось (там укрепилась дочь Генриха VI Маргарита Маульташ), он короновался герцогом Каринтии в соответствии с древним словенским обрядом на Госпосветском поле. В дальнейшем Оттон больше внимания уделял именно Каринтии, оставив управление собственно австрийскими землями своему брату Альбрехту II.
Оттон много занимался поощрением религиозной жизни. Он основал монастырь Нойберг в Штирии, построил церковь Святого Георга в Вене. В 1337 году Оттон заложил рыцарский орден Societas Templois для организации крестовых походов в языческие Пруссию и Литву. Своё прозвище «Весёлый» он получил из-за многочисленных праздников и увеселений, организуемых его двором.
Герцог скончался 17 февраля 1339 года в основанном им Нойберге.

## Брак и дети
- с 1325 Елизавета Баварская (1306—1330), дочь Стефана I, герцога Нижней Баварии

Фридрих II (1327—1344) (не правил)
Леопольд II (1328—1344) (не правил)
- с 1330 Анна Люксембургская (1323—1338), дочь Яна Люксембургского, короля Чехии